# Onthophagus nikolajevi
Onthophagus nikolajevi är en skalbaggsart som beskrevs av Kabakov 2006. Onthophagus nikolajevi ingår i släktet Onthophagus och familjen bladhorningar. Inga underarter finns listade i Catalogue of Life.